# Bohatery Polne
Bohatery Polne (biał. Польныя Багатыры; ros. Польные Богатыри) – wieś na Białorusi, w obwodzie grodzieńskim, w rejonie grodzieńskim, w sielsowiecie Podłabienie, w pobliżu granicy z Polską.
W dwudziestoleciu międzywojennym wieś leżała w Polsce, w województwie białostockim, w powiecie augustowskim.